# Volley Club Marcq-en-Barœul
Il Volley Club Marcq-en-Barœul è una società pallavolistica femminile francese con sede a Marcq-en-Barœul: milita nel campionato di Ligue A.

## Storia
Il Volley Club Marcq-en-Barœul viene fondato nel 1962 da Adèle e Casimir Mochnacki. Nella stagione 1999-00 la squadra vince la Nationale 1, ottenendo la promozione in Pro A, categoria dove debutta nella stagione 2000-01.
Al termine dell'annata 2001-02, per problemi finanziari, il club rinuncia alla Pro A per ripartire dalla Nationale 2. Nella stagione 2009-10 ritorna in Nationale 1: nel 2012 resta in Élite, seconda divisione del campionato francese, a seguito della riforma dei tornei.
Al termine del campionato 2017-18 ottiene la promozione in Ligue A, a cui prende regolarmente parte nella stagione 2018-19.

## Rosa 2019-2020
| N° | Nome               | Ruolo | Data di nascita   | Nazionalità sportiva |
| -- | ------------------ | ----- | ----------------- | -------------------- |
| 1  | Karolina Goliat    | O     | 25 ottobre 1996   | Belgio               |
| 2  | Julie Mollinger    | S     | 27 settembre 1990 | Francia              |
| 4  | Kristina Jordanska | C     | 30 settembre 1988 | Bulgaria             |
| 5  | Vanessa Palacios   | L     | 3 luglio 1984     | Perù                 |
| 6  | Alessandra Guerra  | S     | 5 aprile 1981     | Brasile              |
| 8  | Valentine Mortreux | C     | 17 febbraio 1992  | Francia              |
| 10 | Zoila La Rosa      | P     | 31 maggio 1990    | Perù                 |
| 11 | Clarivett Yllescas | C     | 11 agosto 1993    | Perù                 |
| 12 | Lucie Dekeukelaire | S/L   | 26 maggio 1993    | Francia              |
| 16 | Maelle Lefebvre    | P     | 9 novembre 2000   | Francia              |
| 19 | Margarita Martínez | S     | 19 maggio 1995    | Colombia             |